# Sandy Bay, Nicaragua
Sandy Bay, med 3 939 invånare (2005), är en comarca i kommunen Puerto Cabezas i Región Autónoma de la Costa Caribe Norte, Nicaragua. Den ligger i den nordöstra delen av landet, vid Karibiska havet. 

## Historia
Sandy Bay var en egen kommun (pueblo) mellan 1922 och 1932.